# إيمي رودريغز
ايمي رودريغيز (بالإنجليزية: Amy Rodriguez)‏ (و. 1987  م) هي لاعبة كرة قدم، من الولايات المتحدة، ولدت في بيفرلي هيلز كاليفورنيا، شاركت في الألعاب الأولمبية الصيفية 2008، والألعاب الأولمبية الصيفية 2012، تلعب كمُهَاجِمَة.

## جوائز
حصلت على جوائز منها:
- NWSL Best XI [الإنجليزية]‏ (2014).

## روابط خارجية
- إيمي رودريغز على موقع الاتحاد الدولي (مؤرشف)  (الإنجليزية)
- إيمي رودريغز على موقع الاتحاد الأوربي (الإنجليزية)
- إيمي رودريغز على موقع قاعدة بيانات كرة القدم.إي يو (الإنجليزية)
- إيمي رودريغز على موقع Soccerway.com (الإنجليزية)
- إيمي رودريغز على موقع أوليمبيديا (الإنجليزية)